# Тез (Атлантические Пиренеи)
Тез (фр. Thèze) — коммуна во Франции, находится в регионе Аквитания. Департамент — Атлантические Пиренеи. Входит в состав кантона Тер-де-Люи и Кото-дю-Вик-Бий. Округ коммуны — По.
Код INSEE коммуны — 64536.

## География

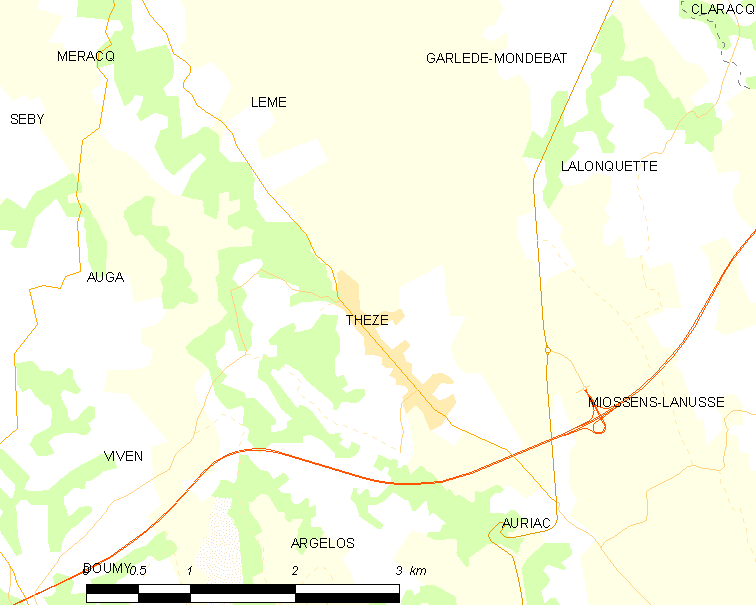
Карта коммуны

Коммуна расположена приблизительно в 640 км к югу от Парижа, в 155 км южнее Бордо, в 20 км к северу от По.
На западе коммуны протекает река Люи-де-Франс.

### Климат
Климат тёплый океанический. Зима мягкая, средняя температура января — от +5°С до +13°С, температуры ниже −10 °C бывают редко. Снег выпадает около 15 дней в году с ноября по апрель. Максимальная температура летом порядка 20-30 °C, выше 35 °C бывает очень редко. Количество осадков высокое, порядка 1100 мм в год. Характерна безветренная погода, сильные ветры очень редки.

## Население
Население коммуны на 2010 год составляло 832 человека.
| 1962 | 1968 | 1975 | 1982 | 1990 | 1999 | 2010 |
| ---- | ---- | ---- | ---- | ---- | ---- | ---- |
| 350  | 345  | 345  | 455  | 568  | 695  | 832  |

## Администрация
| Период | Период | Фамилия       | Партия | Примечания |
| ------ | ------ | ------------- | ------ | ---------- |
| 1989   | 2001   | Пьер Лаборд   |        |            |
| 2001   | 2020   | Давид Дюизиду |        |            |

## Экономика
В 2010 году среди 517 человек трудоспособного возраста (15-64 лет) 411 были экономически активными, 106 — неактивными (показатель активности — 79,5 %, в 1999 году было 73,1 %). Из 411 активных жителей работали 381 человек (202 мужчины и 179 женщин), безработных было 30 (7 мужчин и 23 женщины). Среди 106 неактивных 34 человека были учениками или студентами, 36 — пенсионерами, 36 были неактивными по другим причинам.

## Достопримечательности
- Церковь Св. Петра (XII век). Исторический памятник с 1997 года[4]
- Замок Фанже (XVII век). Исторический памятник с 1960 года[5]